# Герасименя Олександра Вікторівна
Олександра Вікторівна Герасименя  (біл. Аляксандра Віктараўна Герасіменя, 31 грудня 1985) — білоруська плавчиня, олімпійська медалістка, чемпіонка світу й Європи. Заслужений майстер спорту Білорусі, нагороджена Орденом вітчизни III ступеня (2012).
2003 року була дискваліфікована на два роки за вживання норадростерону.

## Громадська діяльність
Герасименя була серед спортсменів, які оголосили про створення Вільного об'єднання спортсменів Білорусі у вересні 2020 року. Після президентських виборів 2020 року в Білорусі Герасименя підтримала опозиційний рух, брала участь у протестах. Активно виступала проти насильства та за повторні вибори, підписала відкритий лист до влади та сил безпеки і постійно ходила на недільні марші.
У жовтні 2020 року Герасименя переїхав до Вільнюса, де очолила Фонд спортивної солідарності Білорусі, який надає фінансову, психологічну, організаційну та іншу допомогу білоруським спортсменам, які постраждали від дій влади. У Народному антикризовому управлінні відповідальна за молодіжну політику та спорт.
22 квітня 2021 року Герасименю оголошено в розшук Слідчим комітетом Республіки Білорусь у зв'язку з обвинуваченнями за статтею про заклики до дій, спрямованих на заподіяння шкоди національній безпеці. Слідчий комітет Республіки Білорусь звинувачує Герасименю у «поширенні завідомо неправдивих відомостей про хід та результати виборчої кампанії (вибори президента Білорусі 2020 року), про події у соціальній, економічній, політичній та культурній сферах життя суспільства». Також звинувачують у «нанесенні іміджевої та фінансової шкоди», «підриві престижу країни на міжнародній арені» та «дискредитації керівництва спортивної галузі та держави».
27 грудня 2022 року в Білорусі Герасименю заочно засудили до 12 років колонії. Вирок Герасимені та її колезі з Білоруського фонду спортивної солідарності Олександру Опейкіну став першим заочним вироком у Білорусі.

## Виступи на Олімпіадах
| Олімпіада   | Дисципліна                            | Місце |
| ----------- | ------------------------------------- | ----- |
| Пекін 2008  | плавання на 50 метрів вільним стилем  | 8     |
| Пекін 2008  | плавання на 100 метрів вільним стилем | 14    |
| Лондон 2012 | плавання на 50 метрів вільним стилем  | 2     |
| Лондон 2012 | плавання на 100 метрів вільним стилем | 2     |
| Лондон 2012 | естафета 4 × 100 вільним стилем       | 13    |
| Лондон 2012 | плавання на 100 метрів, батерфляй     | 13    |
| Ріо 2016    | 50 м вільним стилем                   | 3     |

## Виноски
1. ↑  Gerasimenya's Ban Reduced to Two Years. Swimming World Magazine. Процитовано 17 лютого 2012.[недоступне посилання з квітня 2019]
2. ↑  Білоруський режим оголосив чемпіонку світу з плавання в розшук за «загрозу нацбезпеці». Архів оригіналу за 23 квітня 2021. Процитовано 23 квітня 2021.
3. ↑  У Білорусі заочно засудили колишню олімпійську плавчиню до 12 років колонії. РБК-Україна (укр.). Процитовано 28 грудня 2022.
4. ↑  Первый «заочный» приговор в Беларуси — по 12 лет колонии олимпийской медалистке и спортивному функционеру. Radio France Internationale (рос.). 27 грудня 2022. Процитовано 12 січня 2023.